# Niederwölz
Niederwölz est une commune autrichienne du district de Murau en Styrie.